# Rosso Orvietano
Il Rosso Orvietano è un vino DOC la cui produzione è consentita nella provincia di Terni.

## Caratteristiche organolettiche
- colore: rosso rubino intenso, talvolta con riflessi violacei
- odore: vinoso intenso, talvolta erbaceo
- sapore: morbido, elegante, vellutato

## Produzione
Provincia, stagione, volume in ettolitri
- nessun dato disponibile